# Сайкс, Абрахам
Абрахам Сайкс (англ. Abraham Sykes, 18 сентября 1953) — танзанийский хоккеист (хоккей на траве), полевой игрок.

## Биография
Абрахам Сайкс родился 18 сентября 1953 года.
Играл в хоккей на траве за «Халсу» из Дар-эс-Салама.
В 1980 году вошёл в состав сборной Танзании по хоккею на траве на летних Олимпийских играх в Москве, занявшей 6-е место. Играл в поле, провёл 5 матчей, забил 1 мяча в ворота сборной Кубы.